# Медведев, Сергей Леонидович
Сергей Леони́дович Медве́дев (27 апреля 1982, Ленинград) — российский гребец-байдарочник, ныне — телерадиоведущий, журналист, спортивный комментатор. Член Союза журналистов Санкт-Петербурга и Ленинградской области. Мастер спорта России международного класса по гребле на байдарках и каноэ. Мастер спорта России по плаванию. С 2024 года - депутат Совета депутатов МО «Гражданка».

## Биография
Сергей Медведев родился 27 апреля 1982 года в Ленинграде. Является гребцом в третьем поколении — его дед, бабушка и родители также выступали в этом виде спорта.
В 5 лет начал заниматься плаванием. Выполнил норматив мастера спорта России, становился чемпионом России и мира среди мастеров, а также является рекордсменом России, Европы и мира по плаванию в категории мастерс.
Начал заниматься греблей в 12 лет под руководством отца Леонида Петровича и матери Ольги Фёдоровны, которые впоследствии были удостоены звания заслуженных тренеров России.
Выступал за ФСО «Динамо», Школу высшего спортивного мастерства по водным видам спорта им. Ю. С. Тюкалова в Санкт-Петербурге и СДЮШОР города Колпино. Становился серебряным призёром первенства Европы 2000 года (байдарка-одиночка 1000 метров), серебряным призёром чемпионата России 2001 года (байдарка-одиночка), обладателем Кубка России 2002 года (байдарка-четвёрка 1000 метров), чемпионом России 2003 года (байдарка-одиночка 10 км) и серебряным призёром Кубка России 2004 года (байдарка-одиночка 200 метров).
В 2009 году окончил Уральский государственный университет физической культуры.
Основатель интернет-сайта CanoeSport.ru. По итогам 2015 года сайт был удостоен премии World Paddle Awards в номинации «посол медиа». Является корреспондентом Международной федерации каноэ (ICF). В качестве журналиста работал на Летних Олимпийских играх 2020 года в Токио.
С 2020 года — специальный корреспондент, журналист, оператор Федерации дзюдо Санкт-Петербурга и «Клуба Дзюдо Турбостроитель».
С 2021 года — корреспондент, журналист и оператор Федерации гребного слалома России, а также начальник информационно-аналитического отдела ШВСМ по водным видам спорта им. Ю. С. Тюкалова.
11 января 2022 года избран вице-президентом Федерации гребли на байдарках и каноэ Санкт-Петербурга.
Автор и ведущий YouTube-шоу «Спорт на КаноэСпорт» с олимпийским чемпионом Александром Дьяченко.
2023 – окончил Школу Телевидения «Кадр» в Санкт-Петербурге по профессиональной программе «Практическая тележурналистика».
С 2024 года — член Союза журналистов Санкт-Петербурга и Ленинградской области.
На выборах муниципальных депутатов в городе Санкт-Петербурге, состоявшихся 6-8 сентября 2024 года, Медведев баллотировался в депутаты Муниципального Собрания внутригородского муниципального образования Гражданка седьмого созыва. Был выдвинут от партии «Единая Россия» по многомандатному избирательному округу № 45. Набрал 2010 голосов и был избран муниципальным депутатом. 
2024 – окончил Академию Матч ТВ по профессиональной программе «Спортивный журналист». Обучение проходило по трём направлениям, корреспондент, комментатор и телеведущий.
Написал книгу о своей семейной династии гребцов «Гребля — дело семьи: «Гребная династия. История семьи Медведевых».
Ведущий на радио METRO 102,4 FM. С 2024 года работает ведущим на радио в программах Бодрое утро, В мире спорта, Formula Успеха и Гости 102,4 FM.

## Личная жизнь
Женат на Светлане Медведевой (с 22 апреля 2011 года). В семье двое детей — сын Михаил Медведев (род. 2013), дочь Ева Медведева (род. 2019).

## Достижения
- Серебряный призёр первенства Европы 2000 (байдарка-одиночка 1000 метров)[1]
- Серебряный призёр чемпионата России 2001 года (байдарка-одиночка)[3]
- Обладатель Кубка России 2002 (байдарка-четвёрка 1000 метров)[1]
- Чемпион России 2003 (байдарка-одиночка 10 км)[1]
- Серебряный призёр Кубка России 2004 года (байдарка-одиночка 200 метров)[4]
- Победитель Чемпионата ФСО «Динамо» 2024 по плаванию в категории мастерс.

## Награды и звания
- Мастер спорта России международного класса по гребле на байдарках и каноэ (10 июля 2002 года)
- Почётная грамота Комитета по физической культуре и спорту г. Санкт-Петербурга (18 мая 2023 года) — за большой вклад в популяризацию физической культуры и спорта в Санкт-Петербурге[20]
- Почётная грамота Министерства спорта Республики Башкортостан (8 июля 2025 года) — за значительный вклад в развитие физической культуры и спорта в Республике Башкортостан[21]
- Золотая медаль Федерации дзюдо Санкт-Петербурга «Лучшему спортивному корреспонденту» (12 августа 2023 года)[22]
- Благодарность министра спорта Алтайского края (2023)[23]